# Prigione di Spaç
La prigione di Spaç (in albanese burgu i Spaçit), ufficialmente Dipartimento di rieducazione 303 (in albanese Reparti i riedukimit 303), è un'ex prigione sita nel villaggio di Spaç nel comune di Mirdizia.
Inaugurata nel 1968 riadattando una miniera di rame e pirite, la prigione fu utilizzata dal regime socialista per la detenzione e l'esecuzione della condanna ai lavori forzati per numerosi prigionieri politici fino alla sua definitiva chiusura nel 1995.

## Storia
La prigione fu inaugurata dal regime socialista nel 1968 riadattando un'ex miniera di rame e pirite fungendo sia da luogo di detenzione che da campo per lavori forzati. Il campo di lavoro era attivo già dal 1951, come campo n° 2 (in albanese Kampi Nr. 2), e i detenuti furono impiegati nella realizzazione di numerose opere pubbliche.
Nel 1968 e nel 1969 si verificarono due tentativi di fuga, entrambi sventati dalle autorità mentre nel maggio 1973 divenne l'epicentro di una rivolta dei detenuti che durò tre giorni, concludendosi con la fucilazione dei quattro principali artefici: Pal Zefi, Skënder Daja, Dervish Bejko e Hajri Pashaj.
Il complesso fu espanso tra il 1971 e il 1973.
Al 1976 risultavano 633 detenuti, dei quali 566 per motivazioni politiche, mentre nel 1977 i detenuti erano 753 e nel 1979 vi erano confinati 944 prigionieri. Nel 1981 il numero dei prigionieri era pari a 1056 detenuti a fronte di una capacità di 504 detenuti.
Nel 1989 gli ultimi detenuti politici furono liberati dalla prigione, che cadde in disuso dopo il 1991 venendo definitivamente chiusa nel 1995.
Nel 2007 il complesso è stato dichiarato monumento culturale mentre una società privata ha ottenuto i permessi per sfruttare le risorse minerarie.
Nel 2023 la Fondazione Santagata è stata incaricata dal Cultural Heritage without Borders (CHwB) di redigere un piano di gestione del complesso.

## Detenuti illustri
- Simon Jubani (1927-2011), religioso albanese
- Osman Kazazi (1917-1999), partigiano albanese
- Fadil Kokomani (1933-1979), giornalista albanese
- Havzi Nela (1934-1988), poeta albanese
- Zef Pllumi (1924-2007), religioso e scrittore albanese